# Gilberto Aristizábal
Gilberto Aristizábal Murcia (Manizales, 8 september 1940) is een voormalig voetbalscheidsrechter uit Colombia, die onder meer actief was op het WK voetbal 1982 in Spanje. Daar leidde hij de groepswedstrijd tussen Engeland en Koeweit, die eindigde in een 1-0 overwinning voor de Engelsen door een doelpunt van Trevor Francis.

## Interlands
| Datum            | Wedstrijd            | Uitslag | Competitie      | Kreeg geel | Kreeg voor de tweede keer geel en dus rood | Weggestuurd |
| ---------------- | -------------------- | ------- | --------------- | ---------- | ------------------------------------------ | ----------- |
| 29 april 1981    | Koeweit – Zuid-Korea | 2 – 0   | WK-kwalificatie | 2          | 0                                          | 0           |
| 14 juni 1981     | Chili – Ecuador      | 2 – 0   | WK-kwalificatie | 5          | 0                                          | 1           |
| 25 juni 1982     | Engeland – Koeweit   | 1 – 0   | WK-eindronde    | 2          | 0                                          | 0           |
| 10 augustus 1983 | Ecuador – Argentinië | 2 – 2   | Copa América    | ?          | ?                                          | ?           |
| 9 juni 1985      | Paraguay – Bolivia   | 3 – 0   | WK-kwalificatie | ?          | ?                                          | ?           |